# Vallis Palitzsch
El Vallis Palitzsch és una vall situada a la regió sud-oriental de la cara visible de la Lluna, situat amb el sistema de coordenades planetocèntriques a -24.39 latitud N i 64.89 ° longitud E. Fa un diàmetre de 110.5 km, i pren el nom, que va ser aprovat per la UAI l'any 1964, del proper cràter Petavius.
El seu nom fa referència a l'astrònom alemany Johann Palitzsch (1723-1788).